# 张世杰墓
张世杰墓，位于中国广东省珠海市斗门区黄杨山，为宋末抗元将领张世杰的墓冢。1994年8月23日，列入珠海市文物保护单位。
南宋祥兴二年（1279年）二月，宋军与元军在崖山海战，宋军战败，张世杰不幸溺亡于海上。后人建冢于黄杨山，以资纪念。清乾隆十三年（1748年），香山知县张汝霖捐资复建张世杰墓，并立碑于墓侧。